# ヴィオラ・ダ・ガンバ

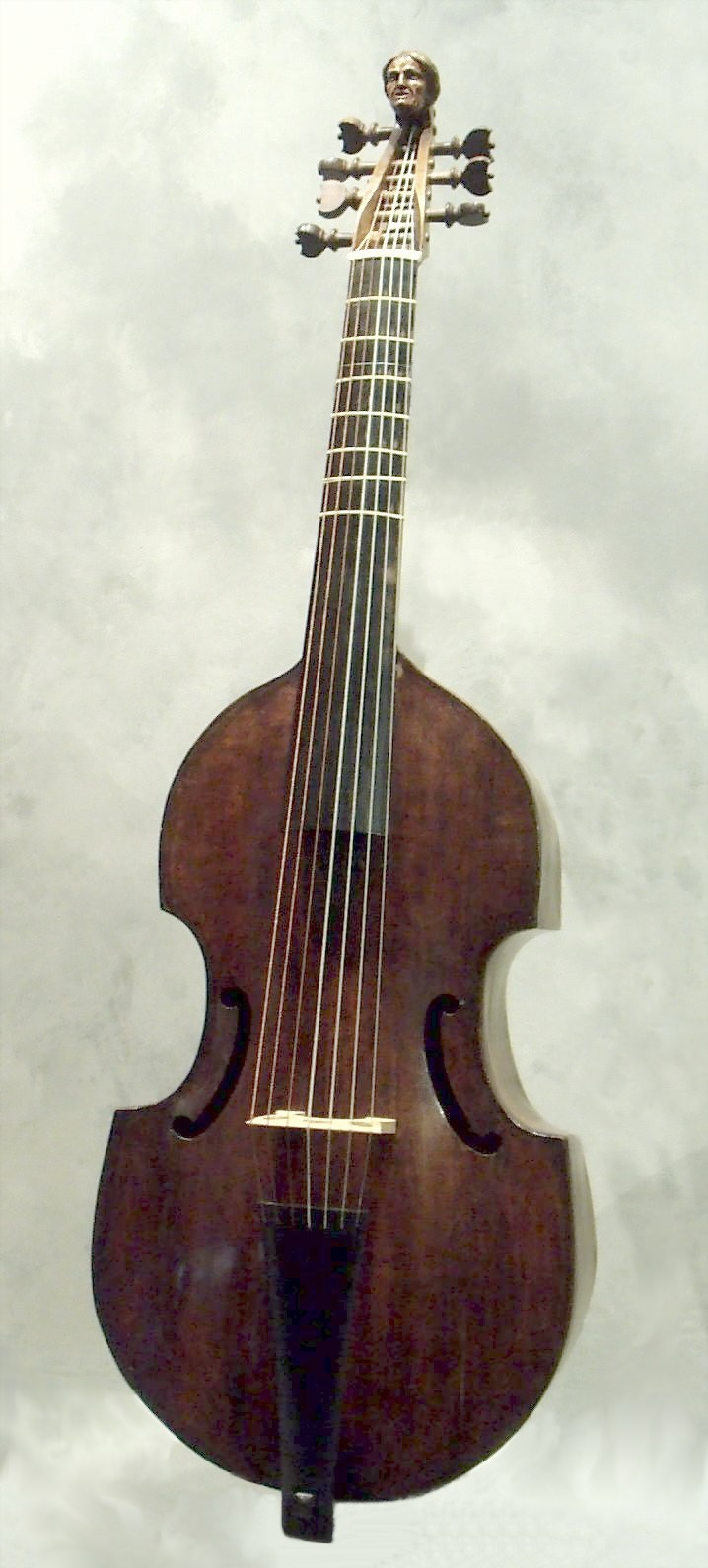
ヴィオラ・ダ・ガンバ

ヴィオラ・ダ・ガンバ（イタリア語：viola da gamba）は、16世紀から18世紀にヨーロッパで用いられた擦弦楽器。フランス語ではヴィオール（viole）、英語ではヴァイオル（viol）、ドイツ語ではガンベ（Gambe）と呼ばれる。
「ヴィオラ・ダ・ガンバ」とは「脚のヴィオラ」の意味で、楽器を脚で支えることに由来する（これに対して「ヴィオラ・ダ・ブラッチョ（＝腕のヴィオラ）」と呼ばれたのがヴァイオリン属）。この場合の「ヴィオラ」は擦弦楽器の総称を意味する。ヴィオラ・ダ・ガンバはヴァイオリン属（ヴァイオリン、ヴィオラ、チェロ）よりも歴史がやや古く、外観がヴァイオリン属に似ていること、18世紀後半にいったん完全に廃れてしまったことから、しばしばヴァイオリン属の原型の楽器と誤解されるが、両者は異なる系統である。特に弦の本数がヴァイオリン属が５度調弦の４本であるのに対し４度調弦の６本であり、また可動式のフレットがある点が主な違いであるが、コントラバスについては起源が両者のいずれかについては議論がある。

ヴァイオリン属に比べ音量が小さいヴィオラ・ダ・ガンバは、劇場や野外での演奏には適さず、もっぱら宮廷や上流市民の家庭における室内楽、および教会音楽で用いられた。市民社会の成熟に伴って音楽演奏の場が大規模な会場に移ると、リコーダー、リュート、チェンバロなどと同様に使用されなくなったが、19世紀末以来の古楽復興運動により復活を遂げるに至った。

## ヴィオラ・ダ・ガンバ属のサイズ
ヴァイオリン属と同様に音域の異なるいくつかのサイズがあり、一つの「属」をなす。音域の高いほうからトレブル（フランスではドゥシュ、ドイツではディスカント）、アルト、テノール、バスがあり、その他にドゥシュより高いパルドゥシュ（フランス）、バスより低いグレートバス、コントラバスがある。このうち、コントラバスは特別にヴィオローネとも呼ばれる。なお、バスあるいは小型のバスを特殊な用途に使う場合、イタリアで「ヴィオラ・バスタルダ」、イギリスで「リラ・ヴァイオル」、「ディヴィジョン・ヴァイオル」と、それぞれ特別な名称で呼ばれた。
ヴィオラ・ダ・ガンバのみによるアンサンブル（コンソート）には主にトレブル、テノール、バスが用いられた。しかし、17世紀半ば以降同属楽器のアンサンブルという演奏形態が廃れる中、ヴィオラ・ダ・ガンバも、独奏楽器として重用されたバス以外ほとんど使われなくなり、単にヴィオラ・ダ・ガンバといえばバスを指すようになった。

## 構造・調弦法
ヴァイオリンのように標準化された形状はないが、ヴァイオリン属との違いとして以下のような特徴がある。
表板はややふくらんでいるが裏板は平らで、どちらもヴァイオリン属に比べると薄い板が使われ、そのため弦の張力はヴァイオリン属よりも弱い。バロック時代のヴィオラ・ダ・ガンバには、ヴァイオリン属と同様に、表板を補強する力木（ちからぎ）や、表板と裏板をつなぐ魂柱（こんちゅう）がある。響孔はヴァイオリン属の f 字形とは異なりC字形のものが多いが、f 字形や、炎形など不定形のものもある。肩の線はなだらかに棹（ネック）とつながり、側板の幅が広い。表板と裏板は側板と突き合わせで接着されている。
指板はヴァイオリン属に比べて平らに近い（曲率が小さい）。フレットをもつが、ギターのような固定式ではなく、ガット弦などを棹に巻き付けたのみで、音程の微調整のために動かせるようになっている。フレットは開放弦の5度上の音程まで付いている。駒は指板と同様に天面の曲率が小さく、そのため重音奏法が容易である。
弦の数は6本が基本で、標準的な調弦法は右図のとおり。パルドゥシュは5弦のものもある。ヴァイオリン属はコントラバスを除いて5度調弦だが、ヴィオラ・ダ・ガンバは4度調弦が基本である。17世紀後半にバスの最低弦の4度下に第7弦を追加することが考案された。リラ・ヴァイオルやヴィオラ・バスタルダではしばしば特殊な調弦が行われた。
弓の形状や長さは同時代のヴァイオリン属のそれに近く、木部の先端は鋭角的に曲がらず、なだらかな曲線である。毛を張ると木部は直線になるか、または外側にやや彎曲する。

## 奏法
楽器を身体の前面で立て、小さなサイズは膝の上に乗せるか両膝で挟み、大きなサイズは両脚のふくらはぎに乗せて保持する。ヴィオローネは脚で支えられないので床に置く。
弓はアンダーハンドで（掌を上に向けて）持つ。弓の中央より毛箱側で木部を親指と人差し指の間で挟んで支え、中指の第一関節で毛を弦に押しつけるようにして奏する。
左手の運指はチェロの運指に近いが、高いポジションでも指板上に親指を置くことはない。フレットのある部分では、ギターのように隣接する2つのフレットの間で弦を押さえるのではなく、フレットの真上あるいは糸巻き側で押さえる。重音奏法では、ギターと同様、同じフレットの位置で複数の弦を、一つの指あるいは異なる指で同時に押さえる運指も用いられる。

## 歴史
ヴィオラ・ダ・ガンバの誕生およびその祖先については不明な点が多い。スペインの15世紀後期の絵画にはそれらしき楽器が描かれているが、これがヴィオラ・ダ・ガンバであるかどうかは意見が分かれる。
16世紀頃には宮廷でかなり愛好されていたことが各種文献に見受けられる。当時は、ヴィオラ・ダ・ガンバは上流階級の娯楽として、ヴァイオリンは下層階級が生活の手段に用いるものとして認識されていたようである。だが一方で、ヴィオラ・ダ・ガンバの職業的奏者も存在した。演奏法などもこの頃イタリア人ガナッシなどによって研究が進められた。16世紀末のイタリアではヴィオラ・バスタルダと呼ばれる特殊な独奏用楽器も作られ、弦楽器の演奏技術の発展に大きく寄与した。
16世紀から17世紀にはイギリスにヴィオラ・ダ・ガンバが伝えられ、爆発的な人気を呼び、多数の合奏曲や高度な独奏曲が作られた。イタリアのヴィオラ・バスタルダのように、イギリスではディヴィジョンという小型の高度な独奏曲を演奏するための特殊な独奏用楽器が作られた。
大陸では、主に高音域の楽器はヴィオラ・ダ・ブラッチョ系の楽器に取ってかわられ、17世紀からは主にフランスを中心として、バスおよび独奏用に開発されたパルドゥシュが独奏楽器として活躍した。マラン・マレの他、フランソワ・クープラン、フォルクレ親子などが多くの曲を生んだ。フランスではフランス革命を区切りに衰退、ヨーロッパの他の地域でも、18世紀中頃にはバスとヴィオローネ以外はあまり見られなくなった。ドイツでは、ブクステフーデ、テレマン、J.S.バッハなどがバスのために多くの曲を残している。
18世紀の後半にはヴィオラ・ダ・ガンバの使用は衰退し、1787年に最後のヴィオラ・ダ・ガンバの巨匠カール・フリードリヒ・アーベルが死去した後はほとんど作品も作られなくなるが、地域によってはオーケストラの低音楽器としてヴィオローネがなおも使用された。
19世紀末に16世紀から18世紀の音楽・楽器の研究が進むとともに、ヴィオラ・ダ・ガンバもアーノルド・ドルメッチらによって再び脚光をあびることになった。第二次世界大戦後は、イギリスでヴィオラ･ダ･ガンバ協会が 1948 年に 設立されたのを皮切りに、米国では 1963 年、日本に も 1973 年に協会が設立された。また当時の演奏法なども研究されて、現在は少しずつながら奏者の数は増えている。
日本へは、天正遣欧使節によって、フィーデル、レベックなどの古楽器とともに伝えられたとされる。安土桃山時代に来日したイエズス会宣教師によって、ガンバが紹介されたともいわれる。信長、秀吉たちがガンバ演奏を聞いたこと、また天正少年使節がガンバを演奏したことなどが、 1562年から1607 年の文献に残されている。しかし、禁教により江戸時代にはほとんど西洋音楽は聴かれなかったので、バロック音楽に相当するものは日本には伝わらなかった。
19世紀末の復興期以降の日本では、大正時代の海外文化に対する羨望から、1924 年に宮沢賢治は『春と修羅』の 詩句にガンバを詠い、1929 年には黒沢敬一がドルメッチ製の楽器を携えて英国から帰国した。第２次世界大戦後の 1950 年代中頃から再び知られるようになり、菊地俊一、カール･ヴェンデルシュタイン、その後、大橋敏成、髙野紀子、レオ･トレーナーらも活躍し、ガンバを国内に普及させた。1965 年からは、音楽を専攻できる学校教育機関がガンバを教科に取り込み、教育的な観点から合奏や弦楽器修得を目的に導入し、西洋音楽の深い理解のために音楽学の科目として取り上げた。次第に、専攻科目として扱う大学も現れた。時代順には、上野学園(大学教育学科、中学、大学古楽科)、国立音楽大学、武蔵野音楽大学、東海大学、フェリス女学院大学、同志社女子大学、相愛大学、大阪音楽大学、桐朋学園大学、東京芸術大学、 京都市立芸術大学でもガンバが学べるようになっている。

## 作曲
ブクステフーデ、テレマン、J.S.バッハなどがヴィオラ・ダ・ガンバのための作曲を行なった。
- J.S.バッハ: ヴィオラ・ダ・ガンバのためのソナタ　BWV1027, 1028, 1029

## 著名なヴィオラ・ダ・ガンバ奏者
- ヴィーラント・クイケン
- ジョルディ・サバール
- ニコラウス・アーノンクール

## ギャラリー

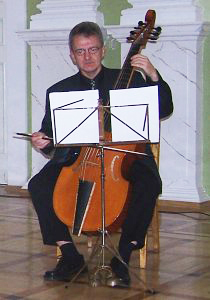
ヴィオラ・ダ・ガンバの演奏者
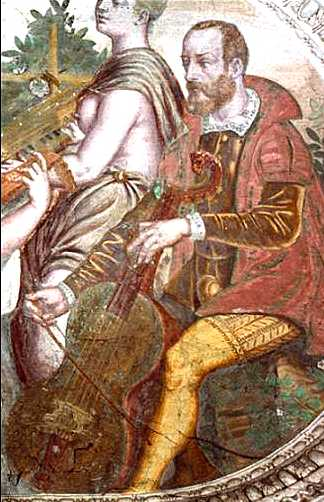
1560年頃のイタリアのフレスコ画
ジャン＝マルク・ナティエの絵画「王女アンリエットの肖像」
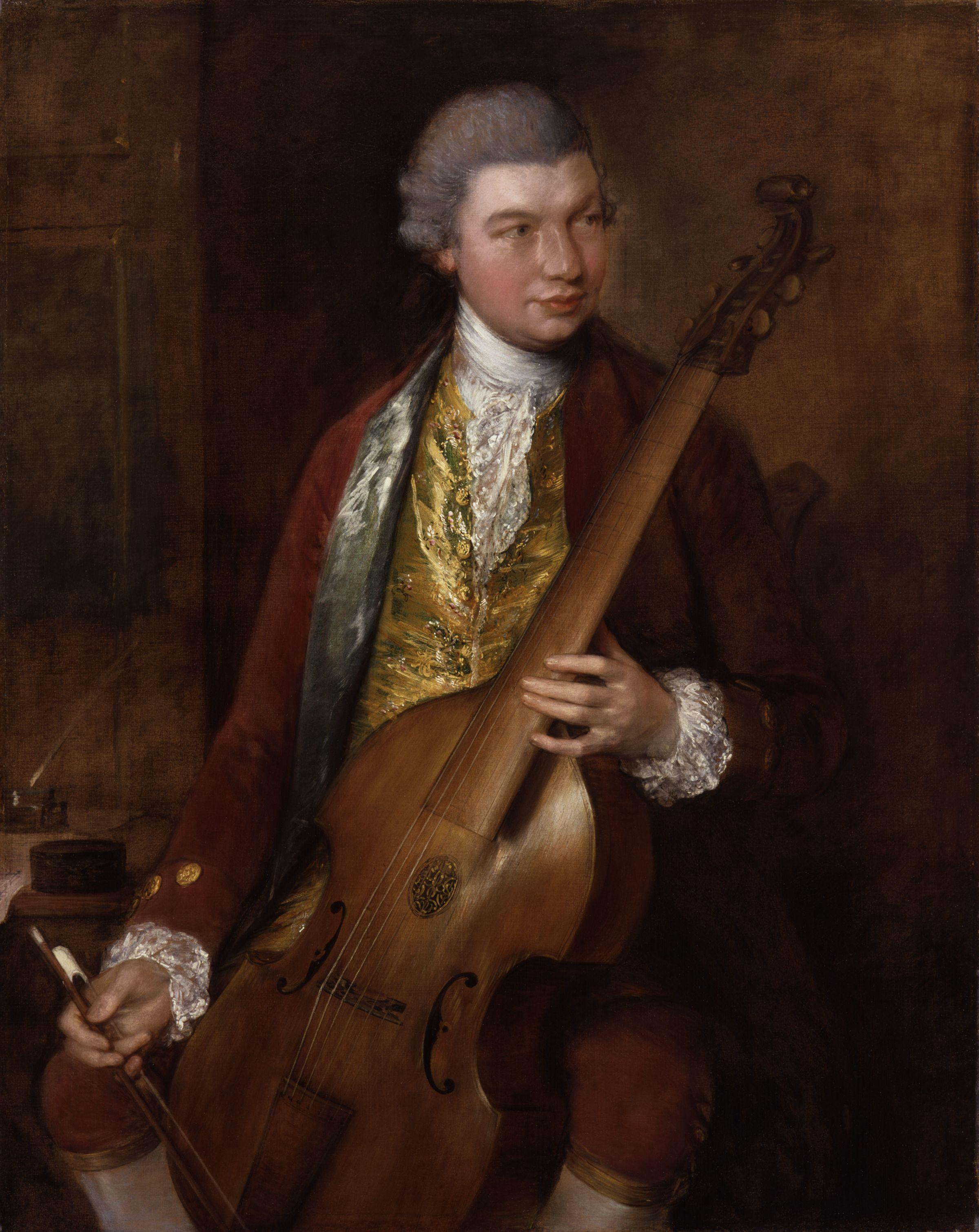
ドイツのヴィオラ・ダ・ガンバ奏者C.F.アーベルの肖像画
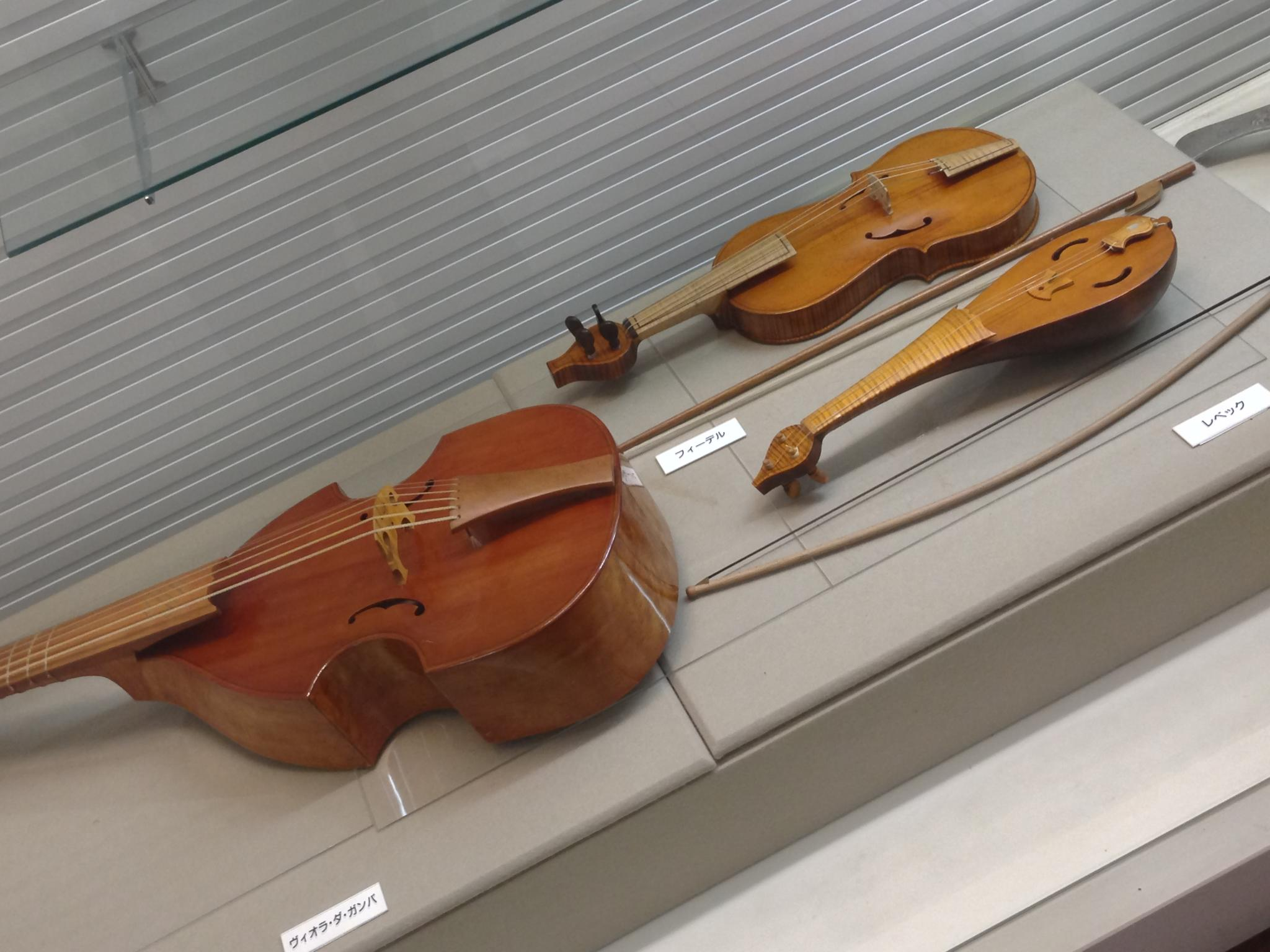
左端の楽器がヴィオラ・ダ・ガンバ